# Ellanodico
Gli Ellanodici erano giudici sportivi dell'antica grecia, incaricati di organizzare i Giochi olimpici.
Il nome deriva probabilmente dal termine "Elleni", in quanto le Olimpiadi erano molto popolari nelle popolazioni che abitavano la Grecia antica; il termine è già presente all'epoca di Licurgo. Inizialmente vi erano solo due ellanodici, tuttavia il loro numero crebbe fino a comprendere dodici unità (tante quante erano le tribù degli Elei). Tuttavia, nella maggioranza delle volte in cui si disputarono le Olimpiadi, questi furono dieci.
Venivano nominati per elezione e la loro carica durava un'Olimpiade, cioè quattro anni; dovevano prestare giuramento, in quanto erano di fatto dei giudici e le Olimpiadi non possedevano un carattere esclusivamente ludico come oggi, e stare nell'Ellanodiceon ("Palazzo degli ellanodici") di Elide, dieci mesi prima dell'evento, per organizzare i giochi. Inoltre dovevano indossare dei particolari indumenti, tra cui tuniche di colore porpora e corone d'alloro. Inoltre era loro compito consegnare ai vincitori delle diverse gare i premi; era incaricato loro di incoronare l'atleta, vincitore di una determinata disciplina, con delle ghirlande o corone d'olivo selvatico dette "cotinos", tagliate da un bambino non orfano con un falcetto d'oro e prelevate da una tavola d'avorio nel tempio di Era.
Pochi giorni prima dell'inizio dei giochi, si trasferivano, con gli atleti, da Elide a Olimpia. Con l'inizio delle Olimpiadi, controllavano se i partecipanti fossero greci (non erano ammessi schiavi, donne e stranieri), svolgevano la loro carica, comportandosi come moderni arbitri; sorvegliavano lo svolgimento delle gare, punendo i partecipanti che commettevano infrazioni. Le punizioni potevano avere un carattere pecuniario, con multe che venivano poi versate al tempio di Zeus, o di un carattere fisico, attraverso percosse e bastonate.
Il termine "ellanodico" venne usato durante i Giochi della I Olimpiade di Atene del 1896, ad indicare i giudici di tale manifestazione, con un preciso riferimento all'antiche Olimpiadi.